# Danska kraljeva garda
Danska kraljeva garda (dansko: Den Kongelinge Livgarde angleško: The Royal Life Guard) je pehotni polk danske kraljeve vojske, katerega  naloga glavna naloga je varovanje danske kraljeve družine  ter izvajanje slovesnostnih dolžnosti ob različnih obletnicah in državnih obiskih. Polk je ustanovil danski kralj Frederik III leta 1658. Skozi zgodovino je garda pod različnimi danskimi kralji bila številne bitke in si tako pridobila številna priznanja.

## Zgodovina in organiziranost
Dansko kraljevo gardo je ustanovil kralj Frederik III, 30. junija 1658, z namenom varovanja kralja in njegove družine. Naloge garde pa so bile tudi izvajanje različnih bojnih operacij. Trenutna garda je sestavljena iz pehotnih enot, vendar temu ni bilo vedno tako. Med letoma 1661 in 1866 je bila v kraljevo gardo vključena tudi konjenica, ki pa so jo nato ukinili. Že od samega začetka je bila garda nastanjena v Rosenborgu in Høvelteu poleg tega pa ima garda svoje prostore tudi v kraljevi palači. Moto kraljeve garde je »Pro Rege et Grege« (Za kralja in ljudstvo).
Skozi zgodovino je garda pod različnimi danskimi kralji bila številne bitke in si tako pridobila številna priznanja. Vključena je bila v različne nordijske vojne, Napoleonove vojne, nemško okupacijo danske, zadnje čase pa sodeluje tudi v zavezniških operacijah v Iraku in Afganistanu.
Kraljeva garda straži: kraljevo palačo Amalienborg, Kopenhagensko trdnjavo (Kastellet) grad Rosenborg in voajšnico Høvelet. Ob posebnih priložnostih so pripadniki garde nameščeni tudi pred: palačo Fredensborg, Merselisborg, Grasten Christiansborg in drugih pomembnih lokacijah na danskem.
Struktura garde se je skozi desetletja spreminjala, njen namen pa je ostal enak. To je v prvi vlogi varovanje kraljeve družine, izvajanje ceremonialnih dolžnosti ob različnih obletnicah in državnih obiskih ter izvajanje različnih bojnih operacij po svetu v okviru NATA. Pripadnik danske kraljeve garde je bil tudi prestolonaslednik princ Frederik.
Regiment je sestavljen iz dveh bataljonov:
- 1. bataljon (I Bataljon)- Ustanovljen leta 1658. Pehotni bataljon, 1. brigada
- 2. bataljon (II Bataljon)- Ustanovljen leta 1867. Bataljon za usposabljanje, 2. brigada

## Oprema
Nekateri deli uniforme v katero je oblečena kraljeva garda izvirajo iz leta 1660. V osnovi pa njihova uniforma, ki je modre barve in je zelo podobna britanski kraljevi gardi, izvira iz leta 1848, ko je bil tak tip uniforme sprejet kot del takratne vojaške opreme. Gardisti imajo na glavah kapo iz medvedjega kožuha, ki izvira iz leta 1805 in je tako kot uniforma zelo podobna britanski. Oboroženi so s standardno puško danske kraljeve vojske M/95 (verzija puške M16) in sabljami francoskega izvora iz leta 1848 do 1850. Leta 1847 je garda dobila svoj poseben grb, ki so mu nato leta 1974 dodali še kraljeve oznake.

## Menjava garde
Menjava garde poteka pred kraljevo palačo Amalienborg v Kopenhagnu vsak dan ob 12.00. Straža se formira pred vojašnico blizu gradu Rosenborg in nato nadaljuje svojo pot proti kraljevi palači kjer zamenja staro gardo. 
Obstajajo trije tipi menjave garde: 
- Kngevagt (kraljeva straža)-izvaja se takrat kadar je kralj v palači
- Lojtnantsvagt (poročnikova straža)-izvaja se takrat kadar so v palači princ Henrik, Friderik ali Joachim, ki izvajajo svoje dolžnosti
- Palaevagt (rezidenčna straža)-izvaja se takrat kadar so v palači  princ Henrik, Friderik ali Joachim in ne izvajajo svojih dolžnosti